# Fiat Motor Corporation

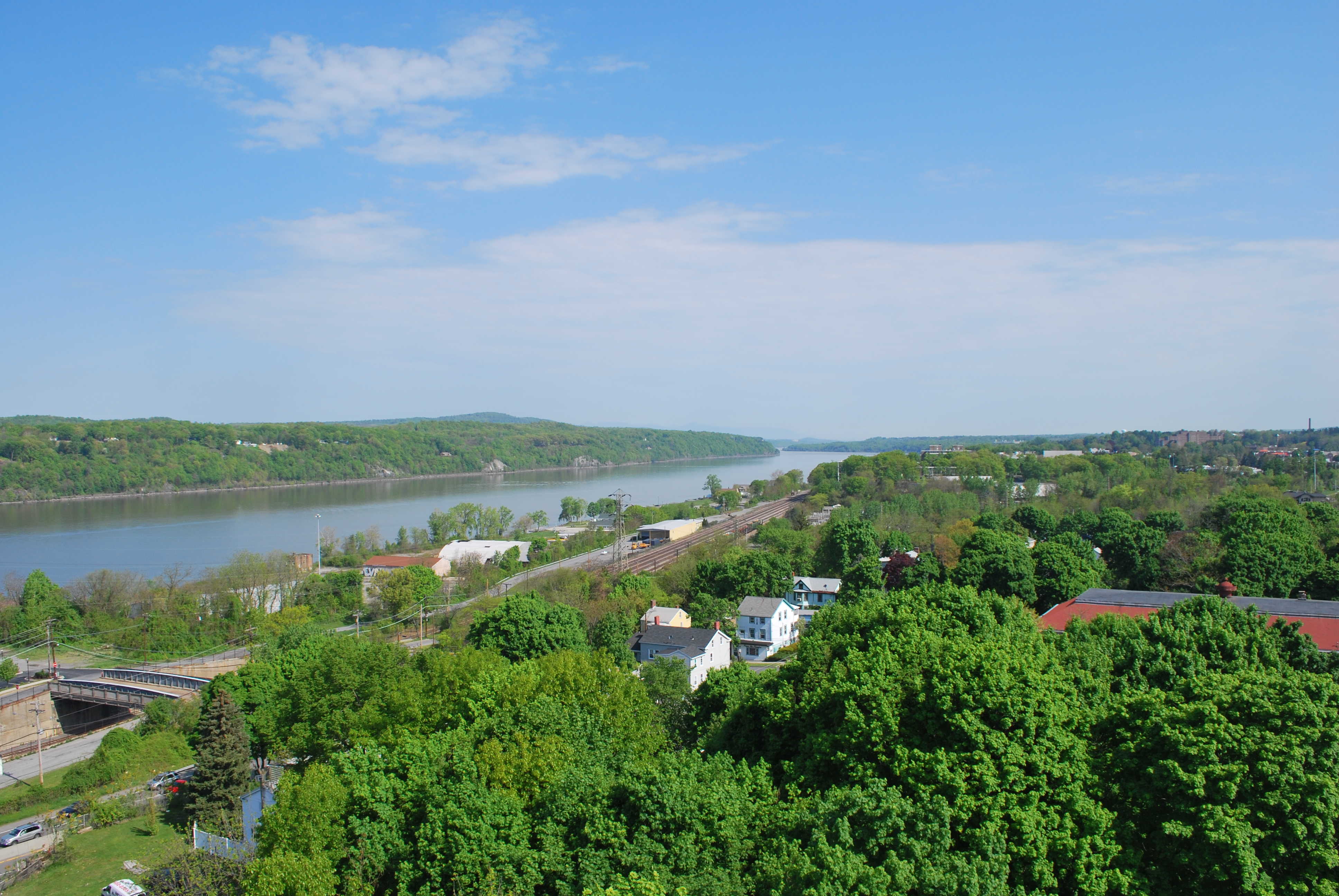
Vue aérienne de Poughkeepsie, État de New York avec le fleuve Hudson en arrière-plan

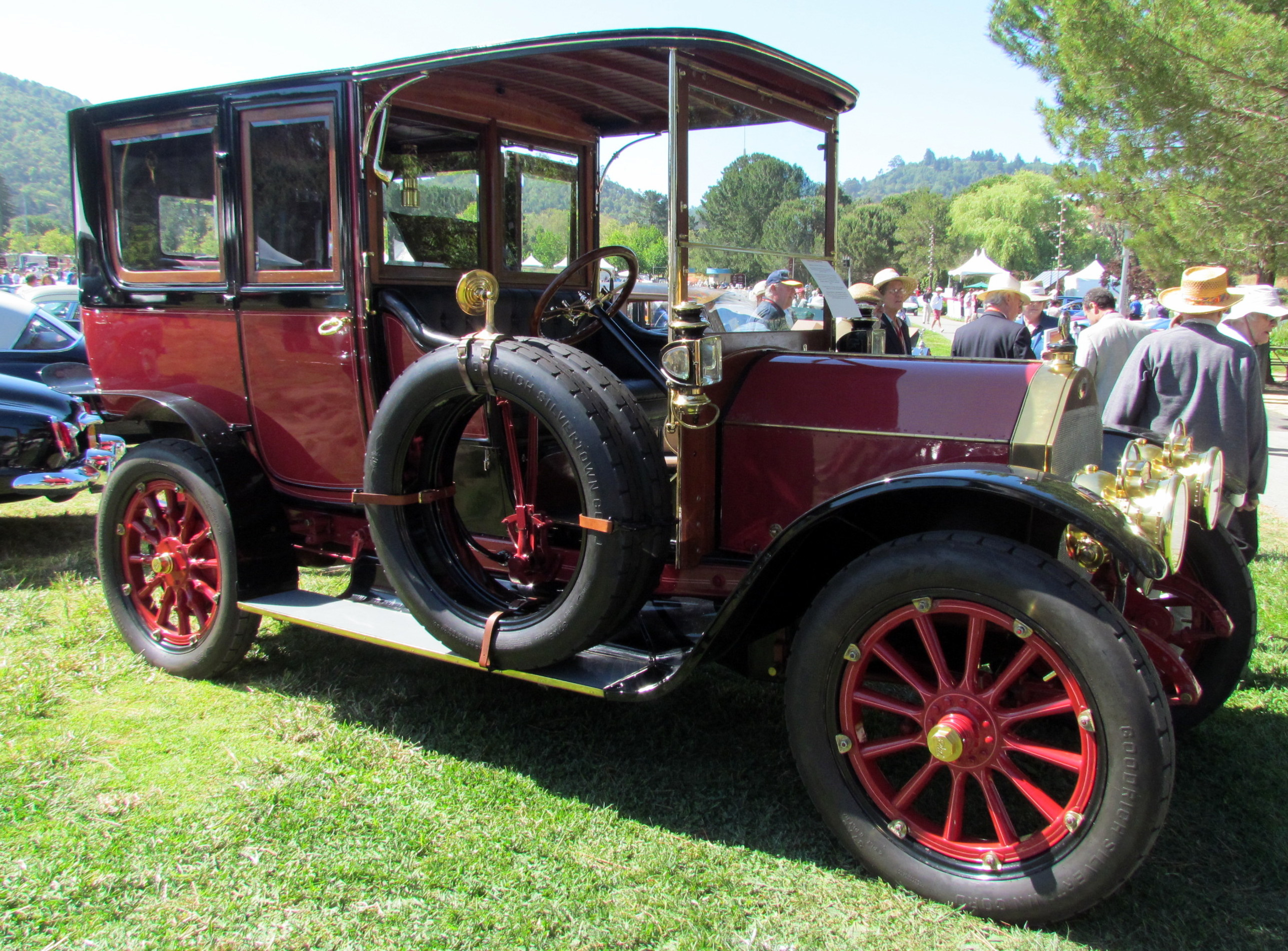
FIAT Tipo 53 (1912)

FIAT Motor Co était la filiale américaine du constructeur italien F.I.A.T. (marque déposée avec des lettres en majuscules et des points entre elles, acronyme de Fabbrica Italiana Automobili Torino) implantée aux États-Unis qui fabriquait sous licence des automobiles FIAT de 1910 à 1918.

## Histoire
FIAT a quasiment toujours vendu ses véhicules partout dans le monde mais, le potentiel du marché outre-Atlantique était immense. Les dirigeants italiens, un peu las de devoir fabriquer en Italie des voitures destinées à ce lointain pays qui devaient voyager, immobilisées durant des semaines sur un bateau, avaient déjà envisagé de terminer le montage sur des navires ateliers spécialement aménagés. (Les navires usines japonais n'en ont été que la copie actualisée). Aussi, vu les coûts importants de ces transports et des droits de douane prohibitifs, le patron de FIAT, le sénateur Giovanni Agnelli décida d'investir localement et de construire une usine. À l'époque, les modèles FIAT étaient importés d'Italie par Hollander & Tangeman, le différentiel de change/coûts main d'œuvre était peu important mais les taxes d'importation aux États-Unis s'élevaient à 45% !!.
La société FIAT Motor Co. est créée en 1908 par FIAT Italie avec la participation d'industriels américains. Implantée à Poughkeepsie, dans l'État de New York, mise en service en 1909, l'usine a fabriqué les grands et luxueux modèles FIAT de l'époque sous l'appellation "Séries 50". La première vraie chaîne de montage venant d'Italie y fut installée et c'était bien avant l'apparition des fameuses chaînes de montage Ford en 1913.
Les modèles sont équipés de moteurs FIAT 4 cylindres à soupapes latérales accouplés à une boîte à 4 vitesses. La première fut la Tipo 54 de 5,7 litres de cylindrée. En 1914, la Tipo 55 apparaît avec un plus gros moteur de 9,0 litres puis, la Tipo 53, renommée "Light 30", équipée d'un moteur de 4,4 litres, sur un châssis court et disposant d'un vrai circuit électrique, une première aux États-Unis. En 1912, FIAT Motor Co lance la très luxueuse Tipo 56, équipée d'un moteur 6 cylindres de 8 553 cm3. Ce modèle ne sera fabriqué qu'aux États-Unis jusqu'en 1916 et restera inconnu ailleurs, même en Italie.
À partir de 1917, les États-Unis commencent à ressentir les conséquences de la Première guerre mondiale. Les restrictions à l'importation de produits étrangers débutent et comme tous les constructeurs automobiles implantés sur le sol américain, la mode du modèle unique s'impose. Pour FIAT Motor Co, ce sera la Tipo 55 améliorée rebaptisée FIAT Tipo 55 E17 qui dispose du même moteur mais monté sur un châssis dont l'empattement est de 355 centimètres.
À cette époque, aux États-Unis, la possession d'une automobile FIAT était un signe de distinction et de raffinement. En 1908, une voiture FIAT coûtait entre 3 600 et 8 600 US$, comparé aux 825 US$ de la Ford T.
En 1917, les États-Unis s'impliquent dans la Première Guerre mondiale et entrent en guerre contre l'Allemagne. L'activité de l'usine FIAT de Poughkeepsie s'arrête en mars 1918, faute de composants importés d'Italie, bloqués pendant cette période. L'usine est revendue bien après la guerre à la société Rochester-Duesenberg qui y fabriquera des moteurs d'avions.

## Les différents modèles FIAT Motor Co.
- 1909-12 Fiat 35 HP Modèle identique à l'original italien
- 1909-13 Fiat 50 HP
- 1910-16 Fiat Tipo 53 Series Touring - Landaulet - Runabout - Phaeton
- 1910-15 Fiat Tipo 54 Series Touring - Runabout - Phaeton
- 1910-17 Fiat Tipo 56 Series Touring - Landaulet - Limousine - Runabout - Phaeton
- 1912-16 Fiat Tipo 55 Series Roadster - Touring - Landaulet - Limousine
- 1915-18 Fiat Tipo 50 Series Berline - Landaulet - Limousine - Roadster - Touring

### Véhicules et matériels militaires
De 1915 à 1917, FIAT Motor Co. a livré des châssis motorisés FIAT Tipo 55 pour des utilisations militaires :
- pour l'armée du Tsar de l'Empire Russe : 
  - 41 châssis motorisés pour la production  d'automitrailleuses FIAT-Armstrong-Whitworth en Grande-Bretagne en 1915,
  - 81 châssis motorisés de  pour la production locale des automitrailleuses FIAT Izhorski en 1916,
  - 15 châssis courts et longs à « l'Armée blanche » durant la guerre civile russe en 1917, pour la réalisation d'automitrailleuses FIAT-Omsky.
- pour l'armée britannique :
  - 120 châssis pour chars de combat blindés destinés à l'armée britannique, équipés de moteurs essence FIAT italiens, identiques à ceux montés sur les modèles automobiles FIAT Motor en production aux Etats-Unis, d'une puissance de 80 Ch[1].

## Curiosités
Toutes les voitures FIAT construites aux États-Unis étaient le fruit d'une commande spécifique. Le client d'une automobile FIAT achetait une voiture de luxe très haut de gamme, dont le concurrent principal était Rolls-Royce. Le plus petit modèle était vendu 4.500 US$ alors qu'un modèle équivalent Ford valait à peine 1.000 US$. Le client pouvait choisir le tissu intérieur ou le cuir, la nature de la capote, le type de repose pied extérieur ou les jantes.

De toutes les FIAT construites à l'usine de Poughkeepsie, il semble qu'il n'en reste que deux. Une d'elles est conservée et exposée au National Automobile Museum (The Harrah Collection) de Reno, au Nevada.
Selon Al Warmington, responsable de fabrication, la production de l'usine FIAT Motor Co. a varié, de 1909 à 1916, entre 300 et 500 voitures par semaine. En 1916, on dénombre une production annuelle d'environ 2.000 voitures. En effet, durant les années précédant la première guerre mondiale mais également pendant les années de guerre en Europe, la production de l'usine a été en partie consacrée à l'armement des armées alliées. L'usine FIAT de Poughkeepsie a ainsi fabriqué des blindés FIAT pour les armées française, britannique et russe.
Après la fin de la Première Guerre mondiale et de la grande dépression qui s'en suivit, l'usine est vendue en mars 1918 à la société Rochester-Duesenberg Motor Company qui cherchait à s’agrandir et lorgnait sur les machines de l'usine de FIAT Motor Co. pour fabriquer des moteurs d’avions pour le compte de l’armée américaine. Une grande partie des machines-outils de l'usine FIAT fut rapatriée dans son usine d’Elizabeth. Duesenberg a revendu le bâtiment en 1919 qui a abrité, au cours du siècle, un certain nombre d’entreprises avant d’être démoli en 1997.

## Le retour de FIAT
La marque turinoise est revenue aux États-Unis 30 ans plus tard, comme importateur, pour commercialiser certains de ses modèles qui ont largement motorisé l'Italie et l'Europe, les FIAT 600 berline et Multipla, 1100 et 1200, puis les 850 et 124 berline et Spider (vendu à plus de 100 000 exemplaires. Dans les années 1970/80, FIAT lance les 128, 131 renommée Brava et Ritmo baptisée Strada. Confrontée à la récession économique et la forte baisse des ventes, la marque abandonne le marché américain en 1983 avant de revenir triomphalement en 2009 avec le rachat de Chrysler.